# 2015~2016년 남태평양 사이클론
2015~2016년 남태평양 사이클론 (2015~2016 South Pacific cyclone season)은 남태평양에서 2015년 7월부터 2016년 1월까지 활동한 사이클론들의 활동에 대해 기록한 문서이다. 2015년 7월 1일 열대폭풍 라퀴엘의 발생을 시작으로 현재까지 열대폭풍 5개, 사이클론 1개, 인텐스 사이클론 2개가 발생하였다.

## 활동한 사이클론

### Severe Tropical Cyclone Amos
사이클론 윈스턴

## 같이 보기
- 2015~2016년 남서인도양 사이클론